# Kelletia
Kelletia is een geslacht van weekdieren uit de klasse van de Gastropoda (slakken).

## Soorten
- Kelletia kelletii (Forbes, 1850)
- Kelletia lischkei Kuroda, 1938